# Джеймс, Уильям
Уильям Джеймс (в старых изданиях тж. Джемс, англ. William James; 11 января 1842, Нью-Йорк — 26 августа 1910, Чокоруа, округ Кэрролл) — американский философ и психолог. Старший брат писателя Генри Джеймса.
Один из основателей и ведущий представитель прагматизма и функционализма. Авторами учебных пособий и научных работ часто называется отцом современной психологии. 

## Биография
Учился медицине, в 1869 году получил степень доктора, но по состоянию здоровья отказался от карьеры практикующего врача. С 1872 года — ассистент, с 1885 года — профессор философии, а в 1889—1907 годах — профессор психологии Гарвардского университета, где в 1892 году организовал первую в США лабораторию прикладной психологии (совместно с Мюнстербергом). Активно занимался парапсихологическими опытами и спиритизмом.
Наряду со Стэнли Холлом Джеймс — единственный психолог, дважды становившийся президентом Американской психологической ассоциации — в 1894 и в 1904 годах.

## Основные идеи

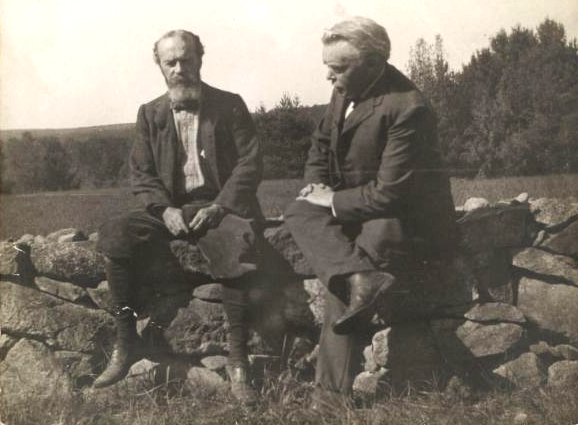
Уильям Джеймс и Джосайя Ройс (около 1910 года).

С 1878 по 1890 год Джеймс пишет свои «Принципы психологии», в которых отвергает атомизм немецкой психологии и выдвигает задачу изучения конкретных фактов и состояний сознания, а не данных, находящихся «в» сознании. Джеймс рассматривал сознание как индивидуальный поток, в котором никогда не появляются дважды одни и те же ощущения или мысли. Одной из важных характеристик сознания Джеймс считал его избирательность. С точки зрения Джеймса, сознание является функцией, которая «по всей вероятности, как и другие биологические функции, развивалась потому, что она полезна». Исходя из такого приспособительного характера сознания он отводил важную роль инстинктам и эмоциям, а также индивидуальным физиологическим особенностям человека. Джеймс писал: «Наши суждения о большем или меньшем достоинстве вещей зависят от чувств, которые они в нас вызывают». Широкое распространение получила выдвинутая в 1884 году теория эмоций Джеймса. Теория личности, развитая им в одной из глав «Психологии», оказала значительное влияние на формирование персонологии в США.

### Судьба идей
Идеи Джеймса были отвергнуты последователями бихевиоризма и были на какое-то время вычеркнуты из научного дискурса. Так, американский психолог Джейкоб Кантор писал в 1923 году: «Короток ответ на вопрос, каковы отношения между социальной психологией и инстинктами. Очевидно, что нет никаких отношений».

## Отношение к религии
В работе «Многообразие религиозного опыта» (1902) Уильям Джеймс описывает две основные разновидности религиозного опыта:
- Религия душевного здоровья, к примеру — католицизм;
- Религия страждущей души, к примеру — традиционный кальвинизм.

Для Джеймса ценность религии заключалась в способности помочь людям обрести позитивное и уверенное отношение к жизни. По мнению учёного, религия способствует утверждению у человека верных представлений о самом себе и окружающих условиях для того, чтобы люди не стали жертвой несовершенства жизни и общества.

## О великих людях
У. Джеймс одним из первых обратил внимание на взаимосвязь личности и среды в своих лекциях «Великие люди и их окружение» (англ. Great Men and Their Environment). Он считал, что гениев надо воспринимать как данность, как «спонтанные мутации» по аналогии с теорией Дарвина о влиянии среды на естественный отбор. Джеймс ввёл понятие восприимчивости личности к историческому моменту (англ. receptivities of the moment) и считал, что изменения в обществе происходят в основном под влиянием активности или примера личностей. При этом гений оказывается настолько соответствующим особенностям своего времени, что может стать вдохновителем и инициатором движения или, что не исключено, центром духовного разложения и причиной гибели людей. В целом Джеймс придавал мало значения другим движущим силам исторического развития, что стало поводом для критики, например, Сидни Хуком.

## Членства
- Член Американской академии искусств и наук (1875)
- Член-корреспондент Королевской Прусской академии наук (1900)[19][20]
- Иностранный член французской Академии моральных и политических наук (1910)
- Член Королевской Датской академии наук
- Член Академии деи Линчеи в Риме
- Почётный член Московского психологического общества

## Переводы на русский язык
- Беседы с учителями о психологии. М., 1902.
- Зависимость веры от воли. СПб., 1904.
- Прагматизм. СПб., 1910.
- Психология. СПб., 1911.
- Вселенная с плюралистической точки зрения. М., 1911.
- Введение в философию. Берлин, 1923.
- Многообразие религиозного опыта. М., 1993.
- Научные основы психологии. М., 2003.
- Джеймс У. Введение в философию // Джеймс У. Введение в философию; Рассел Б. Проблемы философии / Общ. ред., послесл. и примеч. А. Ф. Грязнова. — М.: Республика, 2000. — С. 3—152. — 315 с. — (Философская пропедевтика). — 5000 экз. — ISBN 5-250-01798-3.
- Джеймс У. Воля к вере [включает сочинения: "Воля к вере и другие очерки популярной философии"; "Прагматизм: новое название для некоторых старых методов мышления: Популярные лекции по философии"; "Речи и статьи"] / Сост. Л.В. Блинников, А.П. Поляков. — М.: Республика, 1997. — 431 с. — (Мыслители XX века). — 5000 экз. — ISBN 5-250-02658-3.
- Джеймс У. Прагматизм: новое название для некоторых старых методов мышления: Популярные лекции по философии / Пер. с англ. — Изд. 3-е. — М.: ЛКИ, 2011. — 240 с. — (Из наследия мировой философской мысли: история философии). — ISBN 978-5-382-01256-8.
- Джеймс У. О некоторой слепоте у людей // Интеракционизм в американской социологии и социальной психологии первой половины XX века: Сб. переводов. / РАН. ИНИОН. Центр социал. научн.-информ. исследований. Отд. социологии и социал. психологии; Сост. и переводчик В. Г. Николаев. Отв. ред. Д. В. Ефременко. — М., 2010. — (Теория и история социологии). — С. 10—28.
- Джеймс У. Психология веры // Интеракционизм в американской социологии и социальной психологии первой половины XX века: Сб. переводов. / РАН. ИНИОН. Центр социал. научн.-информ. исследований. Отд. социологии и социал. психологии; Сост. и переводчик В. Г. Николаев. Отв. ред. Д. В. Ефременко. — М., 2010. — (Теория и история социологии). — С. 29—69.
- Джеймс У. Эмоции
- Джеймс У. Внимание
- Джеймс У. Память
- Джеймс У. Мышление
- Джеймс У. Воля
- Джеймс У. Поток сознания
- Джеймс У. Что такое прагматизм
- Психология Уильяма Джемса. Комментарий. на сайте filosofia.ru. Автор: Кожевников В. А.
- Джеймс У. Существует ли сознание? // Новые идеи в философии. № 4. 1913. С. 102—127.
- Уильям Джемс. Некролог // Вопросы философии и психологии. — М., 1910. — Год XXI, кн. 104 (VI). — С. V—VIII